# Ludwik Jakobsfeld

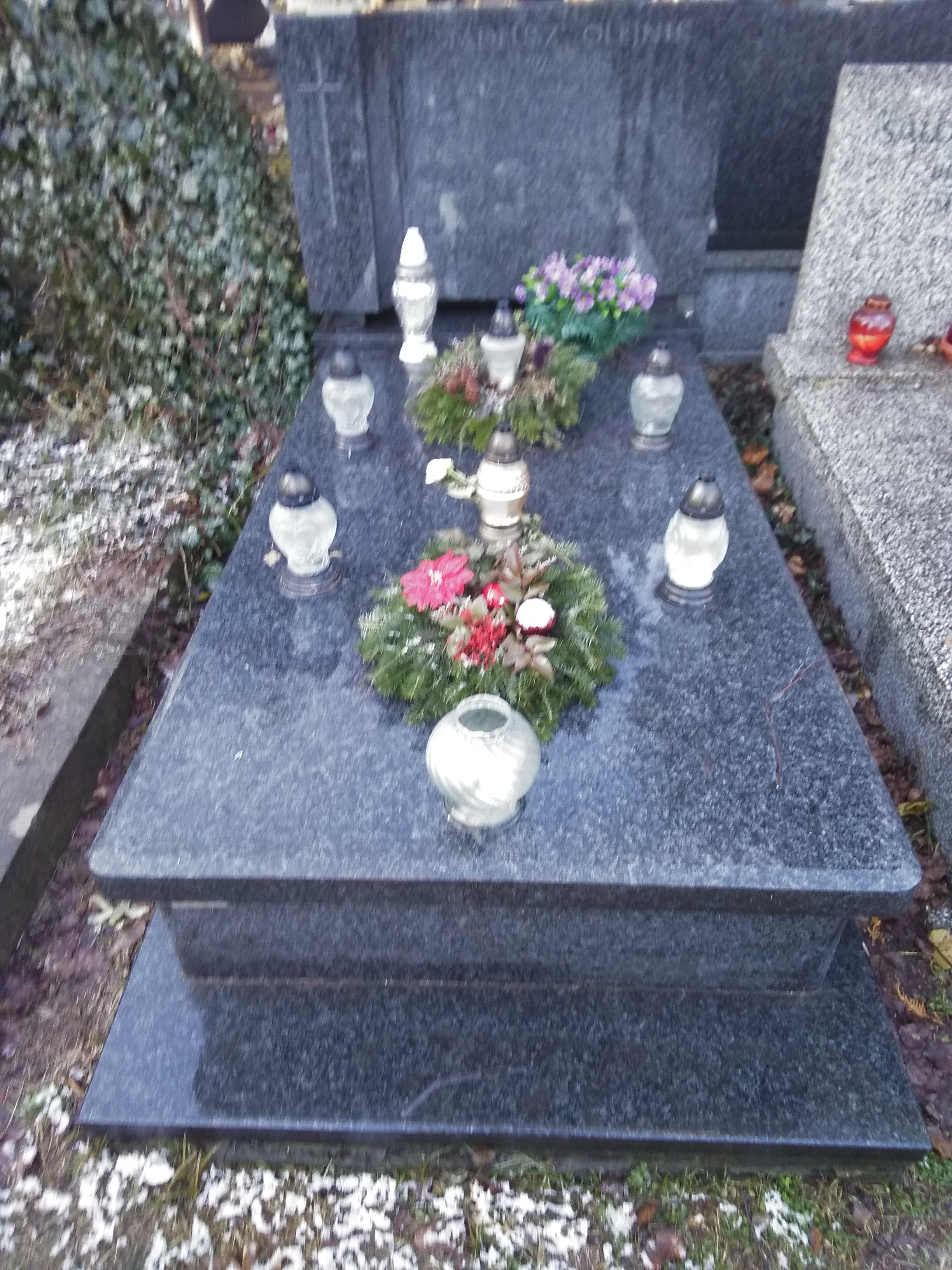
Grób Ludwika Jaglika na Cmentarzu Wojskowym na Powązkach

Ludwik Jakobsfeld (późniejsze nazwisko: Jaglik) pseud. Lutek, Jaglik, Jurek, Stach, Wojciechowski (ur. 29 maja 1911 w Warszawie, zm. 23 grudnia 1956 tamże) – działacz komunistyczny i związkowy, kierownik Wydziału Propagandy Komitetu Warszawskiego Polskiej Zjednoczonej Partii Robotniczej (1954–1956).

## Życiorys
Syn żydowskiego handlowca Abrama Jakobsfelda, do 1922 uczył się w gimnazjum, naukę przerwał po śmierci ojca i został gońcem i praktykantem w różnych firmach. Od 1927 pomocnik ekspedienta w hurtowni aptecznej i działacz będącego pod wpływami KPP Związku Zawodowego Pracowników Biurowych i Handlowych miasta stołecznego Warszawy. W 1928 wstąpił do Związku Młodzieży Komunistycznej (ZMK), 20 maja 1929 aresztowany i, jako niepełnoletni, skazany na półtora roku domu poprawczego. Po zwolnieniu został wybrany członkiem Komitetu Dzielnicowego (KD) KZMP na Powiślu, Powązkach i Ochocie. 4 kwietnia 1932 aresztowany i 18 grudnia 1933 skazany na 5 lat więzienia z zaliczeniem aresztu, w lipcu 1935 otrzymał trzymiesięczną przerwę w odbywaniu kary z powodu choroby i został skierowany przez KC KPP do pracy w MOPR. Został sekretarzem Komitetu Okręgowego (KO) MOPR Górny Śląsk. Listopad 1935 - styczeń 1936 ponownie więziony, zwolniony na mocy amnestii. Później był sekretarzem KO MOPR we Włocławku i Warszawie Podmiejskiej, następnie w centralnej redakcji i wydziale propagandy. Od kwietnia 1937 do likwidacji KPP w sierpniu 1938 nie brał czynnego udziału w działalności KPP. Od 1937 pracował w przedsiębiorstwach instalacji elektrycznych, w 1938 wstąpił do Centralnego Związku Zawodowego Robotników Przemysłu Budowlanego, Drzewnego, Ceramicznego i Pokrewnych Zawodów w Polsce, sekretarz Zarządu Sekcji Elektromonterów i Hydraulików tego Związku. Jesienią 1939 przeniósł się do ZSRR i do czerwca 1941 był elektromonterem w obwodzie mińskim. Po ataku Niemiec na ZSRR zmobilizowany do Armii Czerwonej, wkrótce zwolniony jako niezdolny do służby wojskowej, ewakuował się do Andiżanu w Uzbekistanie, gdzie był robotnikiem, a potem elektromonterem w kołchozie. W sierpniu 1944 wstąpił do ZPP i został wiceprzewodniczącym Zarządu ZPP w Andiżanie. W 1945 skierowany do Moskwy na instruktora organizacyjnego Zarządu Głównego (ZG) ZPP. Wstąpił do PPR w Moskwie, w 1946 wrócił do kraju i został naczelnikiem wydziału w Centralnym Zarządzie Przemysłu Motoryzacyjnego. Od 1947 dyrektor Biura Pracy w Filmie Polskim. Od 1949 członek, potem I sekretarz KD PZPR Praga-Śródmieście. 1950-1954 zastępca kierownika, a 1954-1956 kierownik Wydziału Propagandy Komitetu Warszawskiego PZPR. Od października 1956 był słuchaczem dwuletniej Szkoły Partyjnej przy KC PZPR, studia przerwał z powodu choroby i wkrótce zmarł. Był odznaczony m.in. Krzyżem Komandorskim Orderu Odrodzenia Polski. Pochowany na wojskowych Powązkach (kwatera B2-11-11).